# Maira paradisiaca
Maira paradisiaca là một loài ruồi trong họ Asilidae. Maira paradisiaca được Walker miêu tả năm 1859. Loài này phân bố ở miền Australasia.